# Anemone caerulea
Anemone caerulea är en ranunkelväxtart som beskrevs av Dc.. Anemone caerulea ingår i släktet sippor, och familjen ranunkelväxter. Inga underarter finns listade i Catalogue of Life.